# Nora-Jane Noone
Nora-Jane Noone (Newcastle, Galway, 8 de março de 1984), é uma actriz irlandesa.
Fez a sua primeira aparição para o cinema em 2002, no filme Em nome de Deus (The Magdalene Sisters), que conta a história dos horrores e humilhações sofridas pelas jovens num internato de freiras, no papel da bela jovem Bernadette.